# Fumaria petteri
Fumaria kralikii — вид квіткових рослин з родини макових (Papaveraceae).

## Опис
Відрізняється від F. capreolata 15–35-квітковими, сидячими чи майже так китицями, чашолистками 2.5–3 × 1.5–2 мм, віночком 9 мм, рожевим інтенсивним, на кінчику чорнувато-пурпурним, плід 2.0 × 1.5–1.75 мм, дрібно складчастий, шпилястий.

## Поширення
Росте на півдні Європи (Албанія, Болгарія, Франція, Греція, Італія, Крим, Португалія, Румунія, Іспанія, Боснія та Герцеговина, Чорногорія, Хорватія, Македонія, Сербія) й на заході Азії (Кіпр, Туреччина, Ізраїль і Йорданія) і в Марокко.